# 恋の豚
『恋の豚』（こいのぶた）は2018年に公開されたR15+指定の日本映画。監督は城定秀夫。

## 概略
2018年8月にテアトル新宿で開催されたイベント「OP PICTURES+フェス2018」のオープニング作品となった。同年10月にシネ・リーブル梅田、11月27日と12月1日にキネカ大森、12月8日、13日、21日に名古屋のシネマスコーレで順次上映。また翌年2月2日から2月15日にかけて（初日と奇数日に）ポレポレ東中野で再映、さらに3月2日、5日、8日に十三シアターセブンで「OP PICTURES＋フェス2018 傑作選」として日替わり上映。2020年10月の「OP PICTURES+フェス2020」でリバイバル上映。
R18+版の題名は『世界で一番美しいメス豚ちゃん』（せかいでいちばんうつくしいめすぶたちゃん）。
シナリオはライターズバンクのピンク映画脚本募集応募作で、城定秀夫監督とともにブラッシュアップしたものが本採用稿となっている。
巨漢の風俗嬢という設定から主演は難航したが、巨尻コスプレイヤーの百合華が演じることとなった。

## ストーリー
食べることが大好きでお人良しなマリエは借金返済にいそしむ風俗嬢。仕事帰りにピンチを救ってもらったカズに一目惚れする。ぶっきらぼうだが憎めないカズを自分のアパートに連れて行き、その夜から同棲を始めた。自らをOLと偽っていたマリエはある日、指名客にプロポーズされたと口走ってしまう。翌朝になるとカズは姿を消して戻ってこない。失意の日からしばらく経って、マリエは送迎車の窓から偶然にカズの歩いている姿を見つけた。再会した二人は成り行きでカズの家にたどり着いたところ、玄関に謎めいたスレンダーな美女が現れる――。

## キャスト
マリエ
演 - 百合華
友人の保証人になったが逃げられ、デリヘル「メス豚養豚場」で働いて借金を返している。
カズ
演 - 守屋文雄
自由気ままに見えるが、母親は風俗嬢だった。「ま、いっか」が口癖。
- 美津子

演 - 並木塔子
カズの妻。暮らし向きは裕福で思慮深そうな美女。
萌
演 - 三苫うみ
マリエの同僚。ざっくばらんな性格。
道田
演 - 吉田覚丸
「メス豚養豚場」の店長。萌と関係を持つ。
神谷
演 - 山本宗介
マリエの指名客。マリエにプロポーズする。
塚本
演 - ケイチャン
マリエの指名客。
中島
演 - 久保獅子
金融屋。マリエに風俗の仕事を斡旋し、現在は好意を持つ。
山田
演 - 可児正光
金融屋の社員。
風俗嬢1
演 - 松井理子
マリエの同僚。
風俗嬢2
演 - もちこ
マリエの同僚。
債務者A
演 - 館林剛太郎

債務者B
演 - 沖貴優

電気屋
演 - 川上悠

## スタッフ
- 監督：城定秀夫
- 脚本：鈴木愛、城定秀夫
- プロデューサー：久保獅子
- 撮影：田宮健彦
- 照明：田宮健彦
- 録音：弥栄裕樹
- 助監督：伊藤一平
- 編集：城定秀夫
- 音楽：林魏堂
- ヘアメイク：辻真美
- スチール：本田あきら
- 撮影助手：荒金聖哉
- 監督助手：寺田瑛
- 製作：Production Lenny
- 配給：オーピー映画